# Virslīga 2019
In 2019 werd het 45ste voetbalseizoen gespeeld van de Letse Virslīga. De competitie werd gespeeld van 9 maart tot 9 november. Riga FC werd kampioen.

## Eindstand
| Plaats | Club                           | Wed. | W  | G  | V  | Saldo | Ptn. |
| ------ | ------------------------------ | ---- | -- | -- | -- | ----- | ---- |
| 1.     | Riga FC                        | 32   | 20 | 6  | 6  | 59-21 | 66   |
| 2.     | FK RFS                         | 32   | 17 | 8  | 7  | 55-32 | 59   |
| 3.     | FK Ventspils                   | 32   | 12 | 11 | 9  | 47-43 | 47   |
| 4.     | Valmiera Glass VIA             | 32   | 12 | 10 | 10 | 37-34 | 46   |
| 5.     | FK Spartaks Jūrmala            | 32   | 13 | 5  | 14 | 49-64 | 44   |
| 6.     | FK Liepāja                     | 32   | 11 | 6  | 15 | 41-43 | 39   |
| 7.     | FK Jelgava                     | 32   | 9  | 11 | 12 | 34-37 | 38   |
| 8.     | BFC Daugavpils                 | 32   | 8  | 7  | 17 | 27-50 | 31   |
| 9.     | FS Metta/Latvijas Universitāte | 32   | 6  | 8  | 18 | 35-60 | 26   |

|  | Kampioen, geplaatst voor eerste voorronde UEFA Champions League 2020/21 |
|  | Geplaatst voor eerste voorronde UEFA Europa League 2020/21              |
|  | Deelname Promotie/Degradatie play-off                                   |

## Promotie/Degradatie play-off
| Team #1     | Tot.  | Team #2       | 1ste wed | 2de wed |
| ----------- | ----- | ------------- | -------- | ------- |
| FS Metta/LU | 3 - 1 | SK Super Nova | 0 - 0    | 3 - 1   |

## Kampioen
| Virslīga 2018               |
| Letland                     |
| --------------------------- |
| RIGA FC Kampioen (2° titel) |

## Topschutters
|   | Naam                     | Club                | Doelpunten |
| - | ------------------------ | ------------------- | ---------- |
| 1 | Darko Lemajić            | Riga FC             | 15         |
| 2 | Tosin Aiyegun            | FK Ventspils        | 11         |
| 3 | Nemanja Belaković        | FK Spartaks Jūrmala | 10         |
| 3 | Tamirlan Dzjamaloetdinov | FK Metta/LU         | 10         |
| 5 | Tomáš Šimkovič           | FK RFS              | 8          |
| 5 | Vugar Asgarov            | BFC Daugavpils      | 8          |
| 7 | Tolu Arokodare           | Valmiera Glass VIA  | 7          |
| 7 | Jānis Ikaunieks          | FK Liepāja          | 7          |